# Rico, Oskar und die Tieferschatten (Film)
Rico, Oskar und die Tieferschatten ist ein deutscher Kinderfilm, der unter der Regie von Neele Vollmar entstand und am 10. Juli 2014 in den deutschen Kinos seine Premiere hatte. Der Film basiert auf dem 2008 im Carlsen Verlag veröffentlichten gleichnamigen ersten Buch der Reihe Rico und Oskar von Andreas Steinhöfel, das 2009 mit dem Deutschen Jugendliteraturpreis ausgezeichnet wurde.

## Handlung
Der zehnjährige Rico, der sich selbst als „tiefbegabt“ bezeichnet, wohnt allein mit seiner Mutter in der Dieffenbachstraße 93 in Berlin-Kreuzberg. Als er eines Tages den zwei Jahre jüngeren Oskar kennenlernt, erkennt er schnell, dass dieser Junge ganz anders ist als er. Oskar weiß sehr viel für sein Alter und kann schnell kombinieren. Er gilt als hochbegabt, hat aber leider ständig Angst vor den großen und kleinen Gefahren des Alltags. Trotz dieser Unterschiede schließen die beiden Jungen Freundschaft. Unterdes treibt ein Kindesentführer in Berlin sein Unwesen. Er wird „Mister 2000“ genannt, weil er 2000 Euro Lösegeld für seine Opfer fordert. Oskar beschließt, diesen Halunken auf eigene Faust zu enttarnen, ohne dass Rico etwas davon mitbekommt.
Und dann ist Oskar ganz plötzlich verschwunden und Rico ist ratlos. Allerdings schlussfolgert er, dass Mister 2000 Oskar verschleppt haben muss, weil Rico eine Anstecknadel findet, die von einem ehemaligen Opfer stammt und die nur Oskar als Hinweis zurückgelassen haben kann. Also begibt er sich auf die Fährte des Entführers, die ihn zunächst nach Berlin-Schöneberg führt. Er trifft sich mit dem Mädchen, dem die Anstecknadel gehörte und erkennt schließlich, dass Oskar im Hinterhaus der „Dieffe 93“ gefangen gehalten wird. Die „Tieferschatten“, die Rico dort immer beobachten konnte, stammten von dem Entführer und den entführten Kindern. Schnell befreit Rico Oskar, doch der Entführer ist ihnen bereits auf den Fersen. Es ist Herr Marrak, der ebenfalls in der Dieffe 93 wohnt. Nach einer wilden Flucht und einem ungelenken Handgemenge wird Herr Marrak von einem herabfallenden Stein am Kopf getroffen. Der griesgrämige Herr Fitzke wollte seine Ruhe und schleuderte ihn hinab. 
Mister 2000 ist enttarnt und die Kinder werden als Helden gefeiert. Das erfährt Rico allerdings erst, als er im Krankenhaus erwacht. Er hatte nach dem Kampf mit Herrn Marrak das Bewusstsein verloren.

## Produktion
Die Dreharbeiten zu Rico, Oskar und die Tieferschatten begannen am 3. September 2013 und fanden bis zum 26. Oktober 2013 in Berlin und Leipzig statt.

## Auszeichnungen
Die beiden Hauptdarsteller Juri Winkler und Anton Petzold gewannen beim Filmfest München je einen Weißen Elefanten in der Kategorie Beste Kino-Film-Nachwuchsdarsteller.
Ebenso erhielten beide Hauptdarsteller bei den Kinderfilmtagen im Ruhrgebiet den „Emo“ für die beste darstellerische Leistung eines Kindes in einem deutschen oder in Deutschland produzierten Kinderfilm. Der Film selbst wurde mit der „Emmi“, vergeben von einer Kinderjury, geehrt.
Von der Gilde Deutscher Filmkunsttheater wurde er mit dem Gilde-Filmpreis für den besten Kinderfilm 2014 ausgezeichnet.
Darüber hinaus erhielt der Film beim Deutschen Filmpreis 2015 die Auszeichnung in der Kategorie Bester programmfüllender Kinderfilm.
Am 18. November 2015 gewann der Film bei der achten Verleihung des von Vision Kino und dem KiKA vergebenen Drehbuchpreises Kindertiger den mit 10.000 Euro dotierten zweiten Preis.

## Unterschiede zum Buch
- Der Kiesling fährt keinen Porsche, sondern einen Mercedes.
- Die Szene mit der unfreundlichen Eisverkäuferin gehört eigentlich zum zweiten Buch. Im ersten Teil planen Rico und Oskar nur, ein Eis essen zu gehen, dazu kommt es jedoch nicht, da Oskar entführt wird.
- Schon vor dem Treffen mit Oskar erzählt Ricos Mutter, dass sie aufgrund der Krebserkrankung ihres Bruders nach Stuttgart fahren muss. Im Buch passiert das erst danach. Hier will sie außerdem, dass Rico mitkommt, nachdem dieser sich jedoch wehrt, da er sein Treffen mit Oskar nicht ausfallen lassen will, lässt sie ihn da. Im Buch will sie, da Rico sowieso enttäuscht ist, dass Oskar nicht gekommen ist, alleine fahren, Rico ist dort nur enttäuscht, dass der Bingoabend ausfällt.

## Rezeption
Der Film wurde von der Deutschen Film- und Medienbewertung mit dem Prädikat „besonders wertvoll“ ausgezeichnet. In der Begründung heißt es, Vollmar sei es gelungen, einen Gegenwartsfilm für Kinder zu schaffen: „Ganz ohne Kitsch und erhobenen Zeigefinger nimmt Vollmar die Probleme und Konflikte der Kinder ernst, ohne sie zu sehr in den Vordergrund zu stellen.“ Im Film werfe Rico zudem Fragen auf, die sich andere Kinder und Erwachsene gar nicht stellen würden, wodurch der Film „nicht nur oberflächlich“ sei. Als gelungen wertete die Jury auch die filmische Umsetzung der Tieferschatten sowie die darstellerische Leistung der Hauptdarsteller sowie des Erwachsenenensembles in den Nebenrollen.

## Fortsetzung
Im Jahr 2015 wurde eine Fortsetzung unter dem Titel Rico, Oskar und das Herzgebreche produziert. Eine weitere Fortsetzung erschien am 28. April 2016 unter dem Titel Rico, Oskar und der Diebstahlstein.